# Englische Badmintonmeisterschaft 1980
Die Englische Badmintonmeisterschaft 1980 fand bereits vom 7. bis zum 9. Dezember 1979  im Coventry S.C. in Coventry statt. Es war die 17. Austragung der nationalen Titelkämpfe von England im Badminton.	

## Medaillengewinner
| Disziplin    | Gold                      | Silber                     | Bronze                            |
| ------------ | ------------------------- | -------------------------- | --------------------------------- |
| Herreneinzel | Ray Stevens               | Kevin Jolly                | Andy Goode                        |
| Herreneinzel | Ray Stevens               | Kevin Jolly                | Nick Yates                        |
| Dameneinzel  | Gillian Gilks             | Jane Webster               | Karen Bridge                      |
| Dameneinzel  | Gillian Gilks             | Jane Webster               | Sally Leadbeater                  |
| Herrendoppel | Ray Stevens Mike Tredgett | Derek Talbot Elliot Stuart | Ray Rofe Paul Whetnall            |
| Herrendoppel | Ray Stevens Mike Tredgett | Derek Talbot Elliot Stuart | David Eddy Eddy Sutton            |
| Damendoppel  | Nora Perry Karen Puttick  | Jane Webster Gillian Gilks | Paula Kilvington Kathleen Redhead |
| Damendoppel  | Nora Perry Karen Puttick  | Jane Webster Gillian Gilks | Karen Bridge Barbara Sutton       |
| Mixed        | Mike Tredgett Nora Perry  | Derek Talbot Gillian Gilks | David Eddy Barbara Sutton         |
| Mixed        | Mike Tredgett Nora Perry  | Derek Talbot Gillian Gilks | Tim Stokes Karen Puttick          |

## Finalresultate
| Disziplin    | Sieger                    | Finalist                   | Ergebnis          |
| ------------ | ------------------------- | -------------------------- | ----------------- |
| Herreneinzel | Ray Stevens               | Kevin Jolly                | 15-11, 15-10      |
| Dameneinzel  | Gillian Gilks             | Jane Webster               | 11-2, 11-3        |
| Herrendoppel | Ray Stevens Mike Tredgett | Derek Talbot Elliot Stuart | 15-6, 15-0        |
| Damendoppel  | Nora Perry Karen Puttick  | Gillian Gilks Jane Webster | 10-15, 15–8, 15-9 |
| Mixed        | Mike Tredgett Nora Perry  | Derek Talbot Gillian Gilks | 15-2, 15-6        |